# ОШ „Свети Сава” Шабац
ОШ „Свети Сава” је школа за децу са сметњама у развоју и инвалидитетом, у Шапцу. Налази се у улици Драгише Пењина 31.

## Историјат
Основна делатност школе је васпитање, образовање и социјализација деце са сметњама у развоју, као и деце са аутизмом узраста од пет и по до седамнаест година, образовање одраслих, као и образовање деце на кућном и болничком лечењу. Организован рад са децом са сметњама у развоју почео је 1963. године формирањем одељења при редовним школама.
Основна школа „Свети Сава” је основана 1973, а оснивач је Град Шабац. Настава се одвијала у монтажном објекту, који није задовољавао најосновније потребе ученика, без прихватљивог простора, основних наставних средстава и дидактичког материјала. У једном периоду, због великог броја ђака, а недовољног простора, настава се одвијала на две локације. Крајем 2004. године, школа је конкурисала и добила донацију Амбасаде Јапана. Донација је била намењена реконструкцији постојећег објекта од 450m² у дворишту Основне школе „Вук Караџић”, као и доградњи школског простора од 140m².
Данас образују ученике са различитим врстама сметњи (аутизам, церебрална парализа, хиперкинетички поремећај, амблиопија, Даунов, Ангелманов, Вестовом и други синдром) и по томе су јединствена школа у подручју Колубарско–Мачванског и делимично Сремског округа. Такође, пружају услуге и деци која су у редовном систему образовања и васпитања. Садрже припремни предшколски програм, основно образовање и васпитање, индивидуалну наставу, продужени боравак од школске 2021—2022. године, формално основно образовање одраслих, кућну наставу, додатну подршку и ПОРИ програм.